# 比格斯 (阿肯色州)
比格斯（英語：Biggers）是一個位於美國阿肯色州蘭道夫縣的城鎮。

## 地理
比格斯的座標為36°19′56″N 90°48′27″W / 36.33222°N 90.80750°W，而該地的平均海拔高度為85米（即279英尺）。

## 人口
根據2020年美國人口普查的數據，比格斯的面積為2.64平方千米，當中陸地面積為2.60平方千米，而水域面積為0.04平方千米。當地共有人口305人，而人口密度為每平方千米115人。